# Miragoâne
Miragoâne, in creolo haitiano Miragwàn, è un comune di Haiti, capoluogo dell'arrondissement omonimo e del dipartimento di Nippes.
È uno dei principali porti del paese, principale ingresso per le importazioni dagli Stati Uniti.